# Großsteingräber bei Bexhövede
Die Großsteingräber bei Bexhövede (auch Großsteingräber bei Dünenfähr) waren zwei Grabanlagen der jungsteinzeitlichen Trichterbecherkultur nahe der zur Einheitsgemeinde Loxstedt gehörenden Ortschaft Bexhövede im niedersächsischen Landkreis Cuxhaven, von denen heute nur noch eines existiert. Es trägt die Sprockhoff-Nummer 619.

## Lage
Grab 1 befindet sich am südwestlichen Ortsrand von Bexhövede in unmittelbarer Nachbarschaft zum Wohnplatz Dünenfähr. Etwa einen Kilometer östlich hiervon lag im Steertmoor ursprünglich eine zweite Anlage.

## Das erhaltene Grab 1
Das Grab besitzt eine Hügelschüttung mit einem Durchmesser von 35 m und einer Höhe von 2 m. Darin befindet sich eine ungefähr nordost-südwestlich orientierte Grabkammer mit einer Breite von 2 m. Ihre Länge ist nicht genau bestimmbar. Die Steine stecken noch tief im Erdreich, sodass keine genaue Aussage darüber getroffen werden kann, wie viele noch erhalten sind. Gut sichtbar sind noch zwei Decksteine. Der südwestliche hat eine Länge von 2,2 m, eine Breite von 3,5 m und eine Dicke von 1,15 m. Er ruht auf Wandsteinen, die nur ein kurzes Stück aus der Erde ragen. Auf der Südostseite scheint es einer zu sein, auf der Nordwestseite offenbar zwei. Der nordöstliche Deckstein steckt noch tief im Erdreich, so dass seine genauen Maße nicht bestimmt werden können.
Der südwestliche Deckstein weist zwei Reihen von Keillöchern auf, die auf die geplante Zerstörung des Grabes im Jahr 1840 zurückgehen. Diese konnte aber durch den Grundbesitzer von Hodenberg in letzter Minute abgewendet werden.

## Die Gräber in regionalen Sagen
Das Grab Bexhövede 1 und zwei benachbarte Anlagen wurden gemäß der Sage Die „Zwerge von Dünenfähr“ als Wohnungen von Zwergen angesehen. Diese waren den Einheimischen wohlgesinnt und reparierten oft deren zerbrochene Metallgeräte. Für die Reparatur verwendeten sie aber häufig Metall, das sie den Bauern stahlen. Besonders gerne lauerten sie an einem Weg, der an ihren Wohnstätten vorbeiführte und entwendeten die Achsnägel aus vorbeifahrenden Gespannen. Eines Tages kam ein Knecht mit seinem Wagen an dieser Stelle vorbei und ließ seine Peitsche knallen. Daraufhin wurde ein Zwerg sichtbar, denn der Kecht hatte ihm mit dem Peitschenknall die Mütze vom Kopf gerissen. Er wollte diese nun nur im Austausch gegen die gestohlenen Achsnägel zurückgeben, doch diese hatte der Zwerg längst eingeschmolzen. Er versprach dem Knecht aber stattdessen eine angemessene Belohnung, die er auf dem Heimweg finden würde. Der Knecht gab daraufhin die Mütze zurück, fand auf dem Rückweg aber nur ein totes Pferd. Er dachte zunächst, die Zwerge hätten ihn hereingelegt, schnitt aber dann ein Stück Fleisch als Hundefutter aus dem Kadaver. Als er den Hof erreichte, stellte er plötzlich fest, dass das Fleisch sich in pures Gold verwandelt hatte. Er kehrte sofort an die Stelle zurück, wo das Pferd gelegen hatte, aber dieses war spurlos verschwunden.